# Orthemis macrostigma
Orthemis macrostigma is een libellensoort uit de familie van de korenbouten (Libellulidae), onderorde echte libellen (Anisoptera).
De wetenschappelijke naam Orthemis macrostigma is voor het eerst geldig gepubliceerd in 1842 door Rambur.